# Wojkowice (Ukraina)
Wojkowice (ukr. Вуйковичі) – wieś na Ukrainie, w rejonie jaworowskim (do 2020 roku w rejonie mościskim) obwodu lwowskiego. Wieś liczy 146 mieszkańców.
Wieś położona w powiecie przemyskim, była własnością Eufrozyny Ossolińskiej, została spustoszona w czasie najazdu tatarskiego w 1672 roku.
W II Rzeczypospolitej do 1934 samodzielna gmina jednostkowa. Następnie należała do zbiorowej wiejskiej gminy Twierdza w powiecie mościskim w woj. lwowskim. Po wojnie wieś weszła w struktury administracyjne Związku Radzieckiego.